# Галан, Фермин
Фермин Галан Родригес (исп. Fermín Galán Rodríguez; 4 октября 1899, Сан-Фернандо — 14 декабря 1930, Уэска) — испанский военный, возглавивший неудавшееся восстание в Хаке за несколько месяцев до основания Второй Испанской Республики. Он был крестьянином по происхождению, хотя его отец служил во флоте. Его отец умер, когда ему было 10 лет, и вскоре после этого он был зачислен в школу-интернат для военных сирот. Это помогло подготовиться ему к поступлению в военную академию, и в 1918 году Галан окончил её в чине лейтенанта. Он служил в Марокко, где выучил арабский язык, приобрёл репутацию эксперта по Африке и был произведён в капитаны.
В 1925 году, оправляясь от тяжёлой раны, Галан задумал свергнуть монархистскую диктатуру генерала Примо де Риверы и основать республику. На следующий год он участвовал в планировании этого переворота. Заговор был раскрыт, и Галан был заключён в тюрьму на 3,5 года, до января 1930 года. Затем его направили в отдалённое селение Хака на севере Арагона, где он разработал план ещё одной попытки переворота, на этот раз скоординированной с гражданскими забастовками и демонстрациями. Восстание началось преждевременно (12 декабря 1930 года), было плохо организовано и быстро подавлено. Галан был казнен после скорого военного трибунала 14 декабря 1930 года. Однако неудавшееся восстание вызвало волнения, которые привели к провозглашению Второй Испанской Республики несколькими месяцами позже.

## Детство и юность (1899—1915)
Фермин Галан Родригес родился в Сан-Фернандо (Кадис) 4 октября 1899 года. Он был третьим в семье из пяти детей: Франсиски, Хуана Рамона (умер в юности), Фермина, Франсиско и Хосе Марии. Его отец, Хуан Галан Матео, был сыном бедного крестьянина из маленькой деревушки близ Сан-Фернандо. Он стал констеблем военно-морского флота. Его мать была старшей из трёх дочерей пекаря из Сан-Фернандо. Фермин Галан рос среди либералов, которые верили в идеи республики и были равнодушны к католицизму.
Его отец, которого Фермин редко видел из-за его дальних морских путешествий, умер весной 1909 года. Мать Фермина переехала в Мадрид, где она в дополнение к небольшой пенсии, работала швеёй в частных домах. Она устроила сына в Школу сирот войны (исп. Colegio de Huérfanos de Guerra), когда ему было 11 лет. Его примеру последовали и его братья, когда они стали достаточно взрослыми. Это заведение было предназначено для подготовки своих учеников к поступлению в военные академии, где уделялось особое внимание дисциплине и спорту, в частности гимнастике. Его два брата сделали себе военную карьеру. Франсиско Галан стал полковником Республиканской армии, а Хосе Мария Галан командовал XI и XII армейскими корпусами.

## Военная карьера (1915—1925)
В 1915 году, в возрасте 15 лет, Галан поступил в Толедскую пехотную академию, располагавшуюся в Толедском алькасаре, будучи одним из немногих курсантов крестьянского или пролетарского происхождения. Когда ему исполнилось 18 лет, он стал младшим лейтенантом и вступил в 53-й пехотный полк Гипускоа в Витории. Галану не нравился низкий уровень общего образования в полку и его использование для подавления рабочих движений и демонстраций. В итоге он был переведён в 4-й казадорский полк Барбастро, находившийся в составе тетуанского гарнизона в испанском протекторате в Марокко, где испанцы сражались с рифами с 1912 года. В течение полутора лет, проведённых на работах по укреплению обороны, Галан перечитал множество книг по социологии а также изучал историю революции 1917 года в России. В 1921 году он вступил в ряды Сеутской местной полиции, где отслужил два года. Галан был произведён в лейтенанты, к тому времени он уже выучил арабский язык.
Галан выдвинул военно-политический план прекращения войны в Марокко, который был отвергнут высшим командованием, но в то же время оно оценило его способности, в октябре 1922 года наградив его орденом и став интересоваться его мнением по различным вопросам. В апреле-августе 1923 года он находился в Мадриде, ожидая назначения в 50-й полк Вад-Рас и представив свой проект Африканистской лиге. Король выслушал его доклад и отправил к военному министру. В этот момент вооружённое восстание генерала Мигеля Примо де Риверы положило конец его плану. Галан был направлен на службу в Гомару. Он имел репутацию специалиста по Африке, писал статьи в журнале «Колониальные войска» и был представителем офицеров-африканистов. В апреле 1924 года Галан был назначен в 3-й иностранный легион, где его часто отмечали за храбрость.
Галан был серьёзно ранен в бою в Кабилии и был эвакуирован в военный госпиталь в Мадриде. Во время пребывания в больнице и последующего выздоровления он разочаровался в диктатуре Примо де Риверы и начал всерьёз задумываться о заговоре с целью восстановления республики. В этот же период Галан написал исторический и автобиографический роман «Организованное варварство» (исп. La barbarie organizada) о колониальной войне в Марокко. В апреле 1925 года он был демобилизован и провёл два месяца в Сеуте, затем в течение короткого периода находился в Мадриде, прежде чем был произведён в капитаны и назначен в 28-й пехотный полк Лучана в Таррагоне, в который он вступил 13 августа 1925 года в возрасте 25 лет.

## Заговоры (1925—1930)
Будучи участником заговора с целью свержения диктатуры Галан часто посещал Мадрид. Восстание планировалось на 24 июня 1926 года, в день святого Хуана. 21 июня 1926 года он попросил трёхдневный отпуск. Однако заговор «Санхуанада» был раскрыт, и 23 июня 1926 года многие его участники были арестованы. Лидеры, в том числе Мелькиадес Альварес и граф де Романонес, были лишь оштрафованы. Генерал Вейлер был оправдан, а генерал Агилера получил лёгкое наказание.. Полковник Сегундо Гарсия был приговорён к восьми годам тюремного заключения, а капитан Галан и другие офицеры были приговорены к шести годам тюрьмы в Барселоне.
Находясь в тюрьме Сан-Франсиско в Мадриде, а затем в Монтжуикской крепости, Галан поддерживал контакт с движением, выступавшим против диктатуры и монархии, и начал думать об объединённом гражданском и военном движении. Он установил контакты с некоторыми лидерами Каталонского союза. 21 декабря 1926 года Галан вступил в ряды масонов. Генерал Примо де Ривера был заменён на посту премьер-министра Испании генералом Беренгером в конце января 1930 года. Последний объявил амнистию участникам заговора «Санхуанада». Галан был освобождён и сначала жил в Барселоне, где сотрудничал с рабочими организациями и участвовал в издании социалистической прессы. Он опубликовал эссе Escribe Nueva Creación, содержащее политическую, экономическую и социальную доктрину, защищавшую федеральную республиканскую систему. В эссе предлагалось, чтобы само общество управляло достоянием Испании, а страна была бы частью Соединенных Штатов Европы.
Галан был отправлен на службу в Хаку в июне 1930 года. Власти надеялись, что в этой глуши он не создаст проблем. Галан всё ещё надеялся связать военное восстание с политическими движениями, выступавшими против диктатуры. Он установил контакты с Национальной конфедерацией труда в Сарагосе и Уэске и завязал тесную дружбу с лидером синдикалистов Рамоном Асином из Уэски. Когда в октябре 1930 года был создан Национальный революционный комитет (НРК), Галан отправился в Мадрид, чтобы встретиться с его лидерами и был назначен делегатом НРК в Арагоне. С этого времени он развернул кампанию, чтобы заставить НРК поддержать военное восстание на национальном уровне в сочетании с народными демонстрациями, но был разочарован постоянными переносами даты начала выступлений.
Галан называл политиков Исполнительного революционного комитета «телефонистами» и не хотел полагаться на них в своих действиях. Дата 12 декабря 1930 года была окончательно согласована, а затем перенесена на 15 декабря 1930 года НРК, чей представитель Сантьяго Касарес Кирога знал о решении отложить восстание и прибыл в Хаку поздно вечером 11-12 декабря, но не уведомил Галана. Касарес полагал, что Галан уже знает о задержке и что они могут обсудить новые планы в любое время на следующий день. Кирога, которого сопровождал Грако Марса, снял номер в отеле «Ла Пальма» вместо отеля «Мур», где остановился Галан. Марса подумал, что им следует связаться с Галаном, но Кирога сказал, что он устал после долгого путешествия и им лучше сначала поспать.

## Восстание в Хаке (1930)
Ранним утром 12 декабря Галан дал старт восстанию в Хаке. Он был безоговорочно принят в качестве лидера большинством солдат в Хаке, которые готовы были безоговорочно следовать за ним. По меньшей мере 60 офицеров и сержантов из Хаки поддержали его. В ту ночь несколько офицеров встретились в номере Галана в отеле «Мур» и обсудили последние детали плана. Офицеры подняли войска в 5 часов утра, арестовали военного губернатора, убили двух карабинеров и сержанта Гражданской гвардии, которые противостояли им, и взяли под свой контроль телефонную станцию, почтовое отделение и железнодорожную станцию. В 11 часов утра они провозгласили республику в местной ратуше.
Для отправки в Уэску были организованы две колонны. Одну из них, которая должна была идти по дороге, возглавил Галан, а другой, которой предстояло следовать вдоль железной дороги, командовал Сальвадор Седилес. Проволочки с реквизицией транспорта задержали отправление колонны из Хаки до 15:00. Около 17:00 генерал Мануэль де лас Эрас с несколькими гражданскими гвардейцами встретил колонну Галана на высоте Ансаниго. Он попытался силой повернуть назад колонну из 500 человек, в итоге произошла короткая перестрелка, после чего колонна возобновила свое медленное продвижение. Достигнув Аербе, повстанцы взяли под свой контроль телефонную и телеграфную станции, нейтрализовали гражданскую гвардию и провозгласили республику.
Колонна из 300 солдат во главе с Седилесом соединилась с колонной Галана в Аербе, а затем объединённые силы двинулись к Уэске. На рассвете 13 декабря 1930 года на высотах Сильяс, примерно в 3 километрах от Уэски, повстанцы столкнулись с правительственными войсками. У Галана был выбор: сражаться или вести переговоры. Так как он думал, что многие из противостоящих войск были подчинены офицерам, преданным идеям восстания, он выбрал последнее. Капитана Анхеля Гарсию Эрнандеса и капитана Салинаса перевезли через линию фронта в автомобиле с белым флагом. Когда они прибыли и сказали, что хотят вступить в переговоры с офицерами, их немедленно арестовали. Затем правительственные войска открыли огонь по повстанцам. Галан отказался отдать приказ о контратаке, так как посчитал, что «братья не могут сражаться друг с другом», и приказал отступить. Силы мятежников распались. Галан добровольно сдался в Бискарруэсе вместе с другими повстанцами и прибыл в Аербе около 10 часов вечера 13 декабря.

## Смерть и признание
14 декабря в ходе скорого военного трибунала капитаны Галан и Гарсия Эрнандес были приговорены к смертной казни, а другие офицеры — к пожизненному заключению. На суде Галана спросили, есть ли у него сообщники. Он ответил, что да, и они были теми трусами, которые его судили. Галан и Гарсия Эрнандес были расстреляны во дворе в Уэске в 3 часа дня 14 декабря 1930 года. Они предпочли умереть, стоя перед расстрельной командой без повязок на глазах. Галан махнул палачам и сказал «Пока никогда!» перед самыми выстрелами. Казнь вызвала возмущение общественности против режима. Поэт Рафаэль Альберти писал позже:
В первые месяцы 1931 года эхо пуль палачей, убивших капитана Галана и капитана Гарсиа Эрнандеса, все ещё было слышно по всей Испании, и такой акт террора на мгновение заслонил путь, по которому начало двигаться испанское общество. Поскольку почти всё будущее правительство Республики находилось в образцовой тюрьме, никто не мог себе представить, что под поверхностью образуется приливная волна и что вода вырвется наружу, подобно фонтану и фейерверку, в тот роковой день 4 апреля.
Галан и Гарсия Эрнандес стали героями Второй республики, основанной 4 апреля 1931 года, их портреты были выставлены в палатах советов и домах рабочих по всей Испании. Поэт Рафаэль Альберти сочинил романсеро в память о двух героях в 1931 году, а вскоре после этого создал из баллад пьесу под названием «Фермин Галан», которую должна была исполнить труппа Маргариты Ширгу. Собственная мелодрама Галана «Берта» была с большим успехом поставлена в Мадриде в апреле 1932 года. О Галане был снят фильм, в финале которого его тело было покрыто республиканским трёхцветным флагом женщиной, представлявшей Республику.

## Публикации
- Fermín Galán (1930), Nueva creación; política ya no sólo es arte, sino ciencia (исп.) (1 ed.), Barcelona: Cervantes, p. 201
  - Fermín Galán (1931), Nueva creación : política ya no sólo es arte, sino ciencia (исп.) (4 ed.), Madrid: R. Caro Raggio
- Fermín Galán (1931), La Barbarie organizada : Novela del tercio (исп.), prólogo por Francisco Galán, Madrid: Ed. Castro, p. 239
- Fermín Galán (1932), Berta; drama en cinco actos (исп.)
- Fermín Galán (1934), Cartas de Fermín Galán (Letters) (исп.), Madrid: Castro, p. 210